# Xana

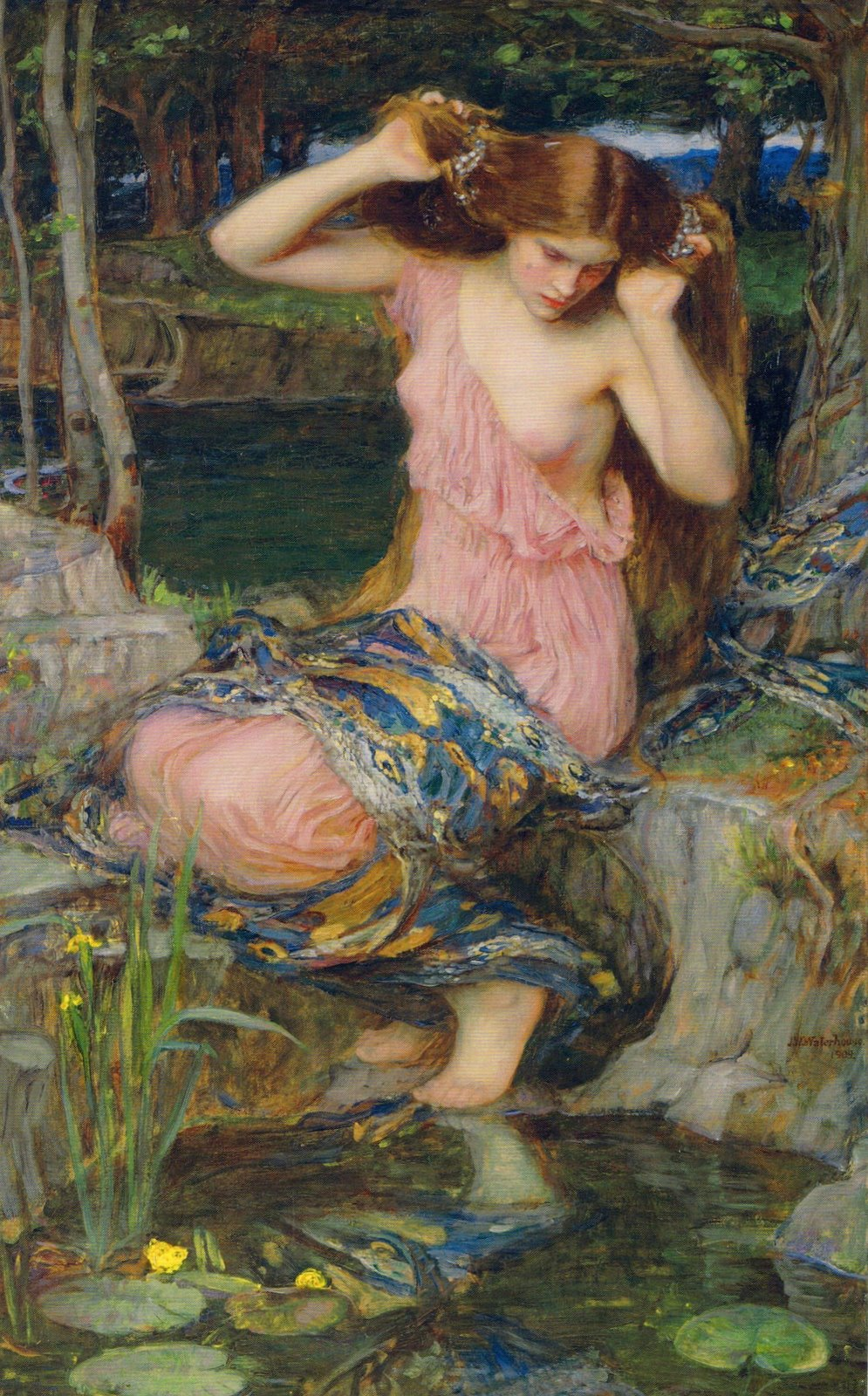
Xana (Lamia, de John William Waterhouse, 1909).

La xana es uno de los personajes más conocidos de las creencias populares del folclore de León y Asturias (España). Bajo ese nombre genérico se agrupan varios tipos de hadas difundidos en los diversos folclores. Suelen habitar en zonas de aguas puras y cristalinas (agua viva, es decir, arroyos, cascadas, etcétera).
La leyenda se encuentra muy arraigada en parte de León y Asturias, como prueba el gran número de topónimos que llevan por nombre Les Xanes (plural de xana en asturiano central), por ejemplo, el Desfiladero de las Xanas.
En Las brujas y su mundo, el historiador Julio Caro Baroja relaciona la figura de la "xana" con la de la diosa Diana (Artemisa), como variante regional de un mito común en diversas mitologías europeas. Jana era un antiguo nombre con que se designaba a las hechiceras durante la Edad Media. Un ser feérico equivalente con el nombre de anjana se encuentra también en la vecina mitología cántabra.

## Características físicas
Pueden ser:
1. Mujeres de extraordinaria belleza, ataviadas con una túnica, y de larga cabellera rubia que se entretienen en peinarse junto al agua, que muchas veces usan como espejo.
2. Mujeres de estatura pequeña, delgadas y muy oscuras.

## Leyendas
En ocasiones, las xanas cambian los bebés de alguna madre por uno de sus xaninos, para que este reciba el bautismo, sea amamantado por su madre adoptiva o aprenda a hablar como los humanos.
Además del hada secuestradora está el hada encantada, que se muestra junto a una fuente o en algún otro lugar especial, el primer día del verano, esperando que un valiente la desencante mediante alguna prueba o ritual de iniciación. 
Este mito, muy corriente en Europa Occidental, tiene en Asturias dos variantes principales: "El bollo de cuatro picos" y "La mujer serpiente". Ambos transcurren en la madrugada de San Juan, cuando la xana (a veces bajo otro nombre como "encantada", "mora" o simplemente "moza", "señora") se aparece junto a la fuente.
En "El bollo de cuatro picos" la xana le entrega un pan de cuatro picos al protagonista masculino, ordenándole que lo conserve intacto durante un año, al cabo del cual, la xana quedará desencantada y él ganará el inmenso tesoro que ella custodia. Pero durante ese tiempo la esposa del hombre encuentra el pan y se come uno de los picos, que comienza a sangrar. La mujer procura disimular el desaguisado y el hombre, cuando llega de nuevo San Juan, acude a la cita sin sospechar nada. Arroja el pan a la fuente o cueva y espera que la xana aparezca. El pan se transforma en un caballo, que serviría para sacar a la xana de su encantamiento, pero el animal ha quedado cojo de una pata y el encantamiento resulta frustrado. La xana entonces reprocha al hombre que tenga una esposa tan indiscreta y comilona. "Perdiste de desencantarme y de hacerte rico. No obstante, llévale a tu mujer este pañuelo de recuerdo", le dice esta. El hombre regresa a casa y, deteniéndose a beber en una fuente, posa el pañuelo sobre un árbol, que al momento estalla en llamas.
En "La mujer serpiente" el argumento es mucho más sencillo: de nuevo hay que desencantar a la xana, pero el procedimiento es diferente. La xana advierte al protagonista que deberá probar su valor. Ella se convertirá en una serpiente monstruosa y él deberá dejar que ella se le enrosque alrededor del cuerpo, para darle un beso en la boca (otras veces, tendrá que arrancarle un clavel que el monstruo sostiene en las fauces). En algunas variantes del cuento, el protagonista triunfa, desencanta a la xana y se lleva su tesoro. Otras veces, el temor le vence y la xana le castiga arrojándole su peine, dejándole cojo y condenándolo, a veces, a morir antes de que transcurra un año.

## Las xanas en la literatura
La escritora cubana Daína Chaviano, de ascendencia francoasturiana, utiliza el motivo de la xana en su novela La isla de los amores infinitos. Cuando un personaje tiene un encuentro con una de ellas, la criatura le da un consejo que provoca un giro importante en la trama.